# 鸬鹚乡 (乐平市)
鸬鹚乡，是中华人民共和国江西省景德镇市乐平市下辖的一个乡镇级行政单位。

## 行政区划
鸬鹚乡下辖以下地区：
韩家村、龙亭村、杨湖村、上脑村、中脑村、下脑村、薜家滩村、程新村、龙口村、万西村、倪坞分场生活区和阳台山分场生活区。